# فروشي (بوسانسكي بتروفاتس)
فروشي (بالبوسنوية: Vrtoče)‏ هي قرية في البوسنة والهرسك. وهي تقع على أراضي بلدية بوسانسكي بتروفاتس التابعة لكانتون يونا-سانا في اتحاد البوسنة والهرسك. طبقا لنتائج تعداد البوسنة عام 2013 فقد كان عدد سكانها 188 نسمة.

## التركيبة السكانية

### التطور التاريخي من السكان
| 1961 | 1971 | 1981 | 1991 | 2013 |
| ---- | ---- | ---- | ---- | ---- |
| 826  | 702  | 558  | 429  | 188  |

### المجتمع المحلي
في عام 1991 كان المجتمع المحلي للقرية يتألف من 689 نسمة وهم موزعون على النحو التالي: